# AIのべりすと
AIのべりすと（えーあいのべりすと）は、AI（人工知能）による文章・小説作成アプリケーションソフトウェアである。 

## 概要
日本のクリエイターStaが個人で開発し、2021年7月に公開した。Webに設定されたアプリにおいて数行の文章を書き込むと、その続きをAIが自動的に書き続けてくれる。これは日本でChatGPTなどのサービスが一般的になるのに先んじた動きであった。 
小説AIとうたっているが、ユーザーの発想でさまざまな文章に対応している。プロンプトによるAIチャットも可能。
Staが開発中のゲーム『Starbirth』に登場させるロボット「オプト先生」と実際に会話できるチャットボットを作りたいというのがきっかけである。

## AIのべりすと@2.0
Google TRCに依頼して提供されたTPU（テンソル・プロセシング・ユニット）と、オープンソースコミュニティのEleutherAIによるTPU向けフレームワークであるMesh Transformer JAXを用いて、68.7億パラメーター、500GB（重複あり・文庫本にして約174万冊分）というコーパスを持つ日本語最大級のAIをフルスクラッチで小説生成向けに訓練している。
海外ではすでに英語を用いた同様のサービスが登場していたが、日本語を用いた関連アプリとしては2021年現在、日本で一二を争うスケールと言える。
Web上のアプリでは、デフォルトのほかオルタナ、クリエイティブ、スローペース、タスク等さまざまなオプションが用意されている。

## とりんさまAI
文章生成アプリと並行して、Staが公開しているTwitter上のお絵かきAIサービス。
Twitterで@trinsamaに続き「お題」を投げると、一定時間が経ったのち、お題にそった絵を描いてくれる。
とりんさまとは、Staが開発したゲームToneSphereのキャラクターで「トーンスフィアの神さま」である。